# Sandtorg Bygdetun
Sandtorg Bygdetun är en norsk museigård i Sørvik, omkring 18 kilometer söder om Harstad.
På Sandtorg Bygdetun finns sex byggnader. Det rödmålade boningshuset Ursinstua, som också kallas Lensmannsgården, är från omkring 1789. Bakom detta ligger den gulmålade Lensmannsarresten från 1820, vilken ursprungligen uppförts som stadsfängelse i Seljestad i Harstad centrum.
På Sandtorg Bygdetun finns också två låga ladugårdar, så kallade "lågfjøs", och ett stall. Därutöver finns en smedja, som har flyttats dit från Harstadbotn.
Gården har en samling på 900 katalogiserade bruksföremål och visar livet i ett nordnorskt fiskebondebruk.
Sandtorg Bygdetun blev museum 1970.